# Круглий стіл 1989
«Круглий Стіл» (пол. Okrągły Stół) — переговори між владою Польської Народної Республіки і опозиційною профспілкою «Солідарність». Проходили у Варшаві 6 лютого — 5 квітня 1989 року. Завершилися угодами про релегалізацію «Солідарності» і політичну реформу. Домовленості Круглого столу в кінцевому підсумку привели до глибоких політичних і економічних змін у країні, демонтажу режиму Польської об'єнаної робітничої партії (ПОРП), переходу Польщі до демократії і ринкової економіки, виникнення Третьої Речі Посполитої.

## Контекст
Навесні—влітку 1988 року Польщу накрила потужна страйкова хвиля. Становище в країні фактично повернулося до стану літа 1980, однак ПОРП вже не могла розраховувати на підтримку СРСР. Загрози знову відновити воєнний стан довелося швидко залишити. Керівництво ПОРП і уряд змушені були піти на переговори з офіційно забороненою на той момент «Солідарністю».
Головним провідником компромісного курсу став голова МВС генерал Чеслав Кіщак, недавній організатор репресій проти опозиції. Уявний парадокс пояснювався тим, що керівник карального апарату краще за інших розумів неможливість силового придушення «Солідарності» в ситуації, що склалася. Цю лінію підтримували перший секретар ЦК ПОРП Войцех Ярузельський і секретар ЦК ПОРП Мечислав Раковський, який незабаром очолив Раду Міністрів. Посередниками між урядом і «Солідарністю» виступили представники католицької церкви, перш за все вікарний єпископ Алоїзій Оршулік (на початку 1980-х керівник прес-бюро польського єпископату).
Наприкінці серпня відбулися особисті зустрічі між Кіщаком і Валенсою. Уряд прагнув будь-якою ціною уникнути загального страйку. «Солідарність» домагалася легалізації своєї діяльності. Так означилися контури компромісу. У вересні 1988 року попередній порядок денний майбутнього Круглого столу був узгоджений на конфіденційних переговорах у Маґдаленці.
У грудні 1988 — січні 1989 на пленумі ЦК ПОРП були зняті з посад провідні представники «партійного бетону» — сталіністського крила номенклатури. Під загрозою своєї відставки генерал Ярузельський, генерал Кіщак, прем'єр Раковський і міністр оборони генерал Сивицький домоглися від ЦК санкції на переговори з «Солідарністю».

## Основні учасники
Офіційні переговори за круглим столом пройшли у Варшаві 6 лютого — 5 квітня 1989 року. У нарадах взяли участь 58 осіб (в конфіденційних зустрічах — 44). Були представлені уряд (ПОРП, ВСПС, афілійовані партії), опозиція («Солідарність») і спостерігачі (представники католицької церкви та лютеранської громади).
З боку уряду:
- Чеслав Кіщак, член політбюро ЦК ПОРП, міністр внутрішніх справ (в серпні 1989 — прем'єр-міністр Польщі);
- Станіслав Чосек, член політбюро, секретар ЦК ПОРП;
- Владислав Бака, віце-прем'єр із питань економіки;
- Маріан Ожеховський, член політбюро ЦК ПОРП, партійний куратор освіти;
- Лешек Міллер, секретар ЦК ПОРП із молодіжної політики і соціальних питань (в 2001—2004 — прем'єр-міністр Польщі);
- Альфред Міодович, голова ВСПС;
- Александр Кваснєвський, голова урядового комітету у справах молоді і спорту (в 1995—2005 — президент Польщі);
- Юзеф Олекси, міністр із питань співробітництва з профспілками (в 1995—1996 — прем'єр-міністр Польщі);
- Гжегож Колодко, економіст;
- Влодзімеж Цімошевич, агробізнесмен (в 1996—1997 — прем'єр-міністр Польщі).

З боку «Солідарності»:
- Лех Валенса, голова профспілки (в 1990—1995 — президент Польщі);
- Тадеуш Мазовецький, лідер католицької інтелігенції (в 1989—1991 — прем'єр-міністр Польщі);
- Збіґнєв Буяк, керівник підпільних структур профспілки;
- Богдан Лис, активіст гданського страйкового центру;
- Владислав Фрасинюк, голова вроцлавського профцентру;
- Яцек Куронь, дисидент, експерт профспілки;
- Адам Міхнік, дисидент, експерт профспілки;
- Броніслав Геремек, історик, експерт профспілки;
- Ян Ольшевський, журналіст, адвокат дисидентів (у 1991—1992 — прем'єр-міністр Польщі);
- Лех Качинський, юрист, радник страйкового комітету (у 2005—2010 — президент Польщі);
- Ярослав Качинський, юрист, радник страйкового комітету (в 2006—2007 — прем'єр-міністр Польщі);
- Стефан Братковський, голова Спілки польських журналістів;
- Анджей Стельмаховський, юрист, експерт профспілки.
- Ян Рокіта

Посередники від конфесій:
- Алоїзій Оршулік, католицький вікарний єпископ Седльце;
- Броніслав Дембовский, настоятель костела св. Мартіна;
- Януш Нарзинський, єпископ євангельської (лютеранської) церкви в Польщі.

## Хід і рішення
Обговорювалися три блоки питань: політична реформа, соціально-економічна політика, профспілковий плюралізм. Найгостріші суперечки викликали такі проблеми, як форми діяльності незалежних профспілок, процедура багатопартійних виборів, допуск опозиції до ЗМІ, структура майбутнього парламенту, повноваження майбутнього глави держави, підвищення заробітної плати та індексація доходів населення.
Переговори неодноразово опинялися під загрозою зриву. Урядова сторона неохоче йшла на поступки. Представники «Солідарності» (Фрасинюк, Ольшевський), у свою чергу, вважали надмірними поступки, на які погоджувалися Валенса, Куронь, Міхнік. Із боку ПОРП найжорсткішу позицію займав Міллер, із боку «Солідарності» — Фрасинюк. Положення ускладнювалося тим, що, якщо в урядовій делегації основні рішення кінець кінцем ухвалював Кіщак, то в опозиційній виникали гострі суперечки. Однак загальне прагнення досягти домовленостей допомогло подолати розбіжності з конкретних питань.
Підсумкові документи — «Угоди Круглого столу» — були підписані 5 квітня 1989. Відповідно до них
- засновувався інститут президентства

- пост президента Польщі на найближчі шість років резервувався за Войцехом Ярузельським, який залишав посаду першого секретаря ЦК ПОРП (його наступником у партії ставав Мечислав Раковський)

- засновувалася верхня палата парламенту — сенат — який цілком обирався на альтернативній основі

- при обранні нижньої палати — сейму — встановлювалися квоти: за ПОРП, її сателітами і офіційними католицькими організаціями резервувалося 65 % місць у палаті (299 мандатів); 35 % (161 мандат) обиралися на альтернативній основі

- «Солідарність» отримувала щотижневу півгодинну ТВ-програму, поновлювався вихід профспілкового друкованого тижневика.

Була також прийнята «Позиція з соціально-економічної політики і системних реформ», але вона зводилася до декларацій та не містила будь-якої конкретики. Ці питання за замовчуванням переносилися до компетенції майбутнього уряду, який належало сформувати за результатами парламентських виборів 4 червня 1989.

## Оцінки
Урядова сторона розцінила результати Круглого столу як успішні для себе. «Контрольний пакет» у законодавчому сеймі заздалегідь зберігався за номенклатурою ПОРП. Сенат, що вільно обирався, мав переважно законодавчий характер. Партійні соціологічні служби прогнозували виборчий успіх кандидатів ПОРП. Президентство Ярузельського — обумовлене без виборів — забезпечувало контроль над виконавчою владою. Апарат ПОРП передавався в руки Раковського. Істотних змін у складі уряду не планувалося, міліція і служба безпеки залишалися за Кіщаком, армія — за Сивицьким. Економічна реформа, особливо приватизація, задумувалися кабінетом Раковського за номенклатурним сценарієм, але отримали санкцію суспільства через формально обраний парламент. При цьому страйки і громадянська непокора були в цілому зупинені, опозиційна активність переведена в передвиборне русло. Існує також обґрунтоване припущення, що у Маґдаленці і на Круглому столі були обговорені персональні гарантії від відповідальності за дії, вчинені в період воєнного стану.
Прихильники Валенси в «Солідарності» також розглядали Круглий стіл як великий успіх. Незалежна профспілка знову отримала можливість легальної діяльності. У парламенті очікувалося створення великого депутатського клубу опозиції, здатного чинити тиск на уряд і президента. З'являлися широкі можливості для реалізації соціальних вимог «Солідарності».
Категорично засудили Круглий стіл лише крайні фракції з обох сторін — «партійний бетон» і «фундаменталісти Солідарності». Сталіністське крило ПОРП було, однак, повністю деморалізоване, маргіналізоване і практично не впливало на політику. З іншого боку, радикальна опозиція — Солідарність, що бореться, Конфедерація незалежної Польщі — звинуватила групу Валенси-Куроня-Мазовецького в «антинародній змові» з комуністичною верхівкою та її «радянськими наглядачами». Найрізкішим критиком Круглого столу виступив Анджей Ґвязда:
 Спочатку була Магдаленка. А пізніше — під контролем Москви — круглий стіл, де в хорошій обстановці затверджувалися магдаленківські рішення. Це було зроблено без суперечок. «Я розумію вас, генерале», — сказав Лех Валенса, вислухавши лекцію Кіщака. 

## Наслідки
Подальший розвиток подій сплутав розрахунки і спростував оцінки всіх сторін. Вибори 4 червня 1989 року завершилися переконливою перемогою «Солідарності» (майже всі місця в сенаті і всі мандати, які виборювали на альтернативній основі, в сеймі). У післявиборчій обстановці збереження при владі уряду ПОРП зробилося неможливим. Було сформовано кабінет на чолі з Тадеушем Мазовецьким. Новий уряд розпочав радикальні економічні реформи. 
27 січня 1990 року XI з'їзд ПОРП ухвалив рішення про саморозпуск польської компартії. Стало очевидним, що домовленість про шестирічне перебування генерала Ярузельського на президентському посту (підтверджене голосуванням 19 липня в квотованому сеймі) застаріла, не визнається суспільством і не може виконуватися.
У листопаді—грудні 1990 року відбулися президентські вибори, на яких переміг Лех Валенса. У листопаді 1991 року пройшли повністю вільні на відміну від 1989 року вибори до парламенту. Здійснилася повна зміна суспільного і державного ладу. Масштаби і стрімкість змін перевершили найсміливіші очікування опозиції на рубежі 1988—1989 років.
Незважаючи на негативне ставлення радикалів, загалом Круглий стіл 1989 року вважається в сучасній Польщі адекватним політичним компромісом, що дозволив без насильства перейти до нового суспільного ладу.

## Меблі
Круглий стіл встановлений у Колонній залі в Президентському палаці у Варшаві з нагоди 30-ї річниці зустрічі, 6 лютого 2019 року.
Круглий стіл складається з 14 сегментів, кожен сегмент — це дошка, обшита дубовим шпоном. Завдяки швидкості виробництва верхівка знизу не була покрита лаком. 
Стіл був розміщений 3 жовтня 1988 року на заводі художніх меблів у Генрикуві. Близько 15—20 людей працювали над виробництвом меблів. Замовлення було виконано за 20 днів. Меблі коштували 3 мільйони 826 тисяч злотих, а працівники отримували премії за норму виробництва. 
Наразі оригінальний стіл знаходиться у залі на першому поверсі лівого (північного) крила Президентського палацу у Варшаві. 6 лютого 2009 року під час святкувань 20-ї річниці стіл знову перемістили до Колонної зали. Уроки історії для учнів варшавських шкіл проводяться за столом із 2009 року. 

## Увічнення
Меморіальна дошка на будівлі Інституту соціології Варшавського університету по вул. Карова, 18. Вона увічнює зустріч делегації «Солідарності» 6 лютого 1989 року в лекційній залі Інституту перед тим, як пройти до Круглого столу. Дошку було відкрито 2014 року.

## Фотографії
Одним із документалістів цих подій був фотограф Еразм Чолок. Його фотографії з цього періоду були представлені, серед інших на виставці Круглого столу 1989 року в фотографіях Еразма Чолока (Olsztyn 2014) та опубліковані в альбомі "Солідарність", серпень 1980 - серпень 1989/"Solidarność", серпень 1980 - "Серпень 1989" (2010).  Спадкоємці Еразма Чолока (помер у 2012 році) не погодилися на відтворення його фотографій за вільною ліцензією. 

## Зовнішні посилання
- Круглий стіл - позиція щодо соціально-економічної політики та системних реформ [Архівовано 5 червня 2014 у Wayback Machine.] (pdf файл)
- Круглий стіл [Архівовано 30 вересня 2020 у Wayback Machine.]. Стенограми наради, підготовлені Національною радою ПРОН. Сеймська бібліотека
- Круглий стіл - початок шляху до свободи [Архівовано 11 жовтня 2016 у Wayback Machine.]. сайт містить збірник новин про "Круглий стіл", в т.ч. (для завантаження) угод, стенограм, "Інформація прес-служби Леха Валенси за Круглий стіл», список учасників та інші
- Програми шифрування МЗС січень - червень 1989 року [Архівовано 16 липня 2015 у Wayback Machine.]. Шифрові програми, оприлюднені Міністерством закордонних справ стосовно польських посольств "Круглий стіл" та вибори 1989 року
- "Круглий стіл" МЗС з погляду Кельна, Лондона, Парижа та Риму [Архівовано 1 лютого 2018 у Wayback Machine.]. Шифрові програми польських посольств, опубліковані Міністерством закордонних справ України про "Круглий стіл"
- Польське радіо - відкриття наради [Архівовано 29 жовтня 2020 у Wayback Machine.]. Виступ Чеслава Кішкака та Леха Валенси на початку сесії "Круглого столу"
- Польське радіо - кінець зустрічі [Архівовано 29 жовтня 2020 у Wayback Machine.]. Архівна трансляція із завершення круглого столу
- Польське радіо - круглий стіл [Архівовано 23 лютого 2020 у Wayback Machine.]. Радіо Свобода: записи "Круглий стіл"